# Calumet City
Calumet City város az USA Illinois államában, Cook megyében. Lakosainak száma 36 033 fő (2020. április 1.).

## Népesség
A település népességének változása:

| 2010 | 37 042 |
| 2020 | 36 033 |